# Saison 1 de Starsky et Hutch
Chronologie
Saison 2
Cette page présente la liste des épisodes de la première saison (1975-1976) de la série télévisée américaine Starsky et Hutch (Starsky & Hutch), avec des résumés des épisodes.

## Épisode 1:Starsky et Hutch
- États-Unis : 30 avril 1975 sur ABC
- France : 10 juin 1978 sur TF1

- Gilbert Green (Tallman)
- Carole Ita White (Gretchen)
- Don Billett (Steele)
- Richard Lynch (Zane)
- Michael Conrad (Cannell)
- Michael Lerner (Fat Rolly)

## Épisode 2:Ah, les Beaux Dimanches!
- États-Unis : 10 septembre 1975 sur ABC
- France : 17 juin 1978 sur TF1

- Edward Walsh (Wilbur Sloane)
- Bob Delegall (Gregg Morton)
- Hope Summers (Sarah Wilson)
- Arthur Peterson (en) (Henny Wilson)
- Ray Vitte (Tony)
- Tom Castronova (Marty)

## Épisode 3:La Randonnée de la mort
- États-Unis : 17 septembre 1975 sur ABC
- France : 9 septembre 1978 sur TF1

- Jeff Corey (Andrew Mello)
- Kathleen Miller (Joanne Wells)
- Trish Mahoney (Joanne Wells)
- Paul Hecht (procureur Coleman)
- Joe Bova (George)

## Épisode 4:La Vengeance du Texan
- États-Unis : 24 septembre 1975 sur ABC
- France : 26 août 1978 sur TF1

- Med Flory : Zack Tyler, le « Texan »
- George Loros : Huey Chaco
- Charles Napier : John Brown Harris
- Michael Lerner (Gros Rolly)

## Épisode 5:Tant va la cruche à l'eau
- États-Unis : 1er octobre 1975 sur ABC
- France : 15 janvier 1984 sur TF1

- Robert Loggia (Ben Forest)
- Geoffrey Lewis (Monk)
- (en) Leigh Christian (Jeanie Waldon)
- Gene Conforti (Mickey)
- Macon McCalman (officier Bernie Glassman)

## Épisode 6:La Tempête
- États-Unis : 8 octobre 1975 sur ABC
- France : 8 janvier 1984 sur TF1

- George Dzundza (Marty Crandell)
- Richard Venture (Corman)
- Paul Benjamin (Burke)
- Gilbert Green (Julius Stryker)
- Jim Bohan (Freddie)
- Eric Mason (Rodgers)
- Bill Sorrells (Kalowitz)

## Épisode 7:Avis de mort
- États-Unis : 15 octobre 1975 sur ABC
- France : 27 mars 1983 sur TF1

- Ivor Francis (Anton Risz)
- Walter Brooke (Delano)
- Vincent Baggetta (Jerry Neilan)
- Lenore Kasdorf (Kathi)
- Milt Kogan (Manny)
- Suzanne Charney (Ginger)
- Rosanne Katon (Sonia)
- Vince Martorano (Lou Posey)

## Épisode 8:Le Paria
- États-Unis : 22 octobre 1975 sur ABC
- France : 25 mai 1983 sur TF1

- Stephen McNally (George Prudholm)
- Gregory Rozakis (Tramaine)
- Hilda Haynes (Eunice Craig, mère de Lony Craig)
- Graham Jarvis (Collins)
- John Alderman (Cecil)
- Jay Fletcher (Tidings)

## Épisode 9:Tuez Huggy
- États-Unis : 29 octobre 1975 sur ABC
- France : 16 septembre 1978 sur TF1

- Dick Anthony Williams (Harry Martin)
- Roger Robinson (Dewey Hughes)
- Hamilton Camp (Lou Malinda)
- Gloria Edwards (Sarah Kingston)
- Marilyn B. Coleman (Jennie)
- Ed Cambridge (Roy)
- Wally Taylor (Angie)

## Épisode 10:L'Appât
- États-Unis : 5 novembre 1975 sur ABC
- France : 23 septembre 1984 sur TF1

- Lynne Marta (Cheryl)
- Marc Alaimo (Eddie Moore)
- Michael DeLano (Billy Harkness)
- Charles MacCaulay (Danner)
- Akili Jones (Connie)
- Dave Cass (Schockley)

## Épisode 11:Folie furieuse
- États-Unis : 12 novembre 1975 sur ABC
- France : 2 septembre 1978 sur TF1

- Victor Argo (Solenko)
- James Keach (James Wrightwood)
- Quinn Redeker (Dr Melford)
- Ann Foster (Helen Davidson)
- Elisha Cook Jr. (Polly)
- Timothy Blake (Cindy)
- Tony Ballen (Wally)
- Ed Bakey (Fifth Avenue)

## Épisode 12:Capitaine Dobey, vous êtes mort!
- États-Unis : 19 novembre 1975 sur ABC
- France : 29 juillet 1978 sur TF1

- William Watson (Leo Moon)
- Lester Rawlins (C.J. Woodfield)
- Lynn Hamilton (Edith Dobey)
- Kurt Grayson (Marty Pommier)

## Épisode 13:Terreur sur les docks
- États-Unis : 26 novembre 1975 sur ABC
- France : 24 juin 1978 sur TF1

- Stephen McHattie (Billy Desmond)
- Sheila Larken (Nancy Blake)
- Sarah Cunningham (Maureen Blake, mère de Nancy)
- Henry Olek (Hauser)
- Garry Walberg (Earl Banks)
- Kenneth Tobey (Andy Wilkins)
- John J. Fox (père Delacourt)
- Marty Zagon (Ezra)

## Épisode 14:Un ami d'enfance
- États-Unis : 10 décembre 1975 sur ABC
- France : 15 juillet 1978 sur TF1

- Art Hindle (John Colby)
- Suzan Gailey (Karen Brennan)
- Peter Brandon (Karpel)
- Jana Bellan (Jackie)
- Raymond Singer (Parouch)
- Ned Wertimer (Buckland)

## Épisode 15:Monty viendra à minuit
- États-Unis : 17 décembre 1975 sur ABC
- France : 5 août 1978 sur TF1

- Albert Paulsen (Tom Lockly)
- Steven Keats (Joey Martin)
- Norman Fell (Sammy Grovner)
- Barbara Rhoades (Robin Morton)
- Steve Sandor (Jimmy Lee)
- Albert Paulsen (Tom Lockly)
- Jess Walton (Theresa)

## Épisode 16:Les Otages
- États-Unis : 7 janvier 1976 sur ABC
- France : 22 juillet 1978 sur TF1

- John Ritter (Tom Cole)
- (en) Linda Kelsey (Ellie Cole)
- Jean Hagen (Belle Cates)
- Kristy McNichol (Meg)
- Will Hare (directeur de la société Ames)
- Nellie Bellflower (« Sweet Alice »)
- Susan Peretz (« Mme Yram »)

## Épisode 17:Poker
- États-Unis : 14 janvier 1976 sur ABC
- France : 8 juillet 1978 sur TF1

- Dane Clark (Victor Rankin)
- Jacqueline Scott (Evelyn Rankin)
- Madlyn Rhue (Belinda Williams)
- Arthur David Roberts (Gil White)
- Zitto Kazann (Foote)
- Henry Slate (Oscar)
- Adine Ross (Olivia)

## Épisode 18:Le Silence
- États-Unis : 21 janvier 1976 sur ABC
- France : 12 juin 1983 sur TF1

- Chuck McCann (Larry Horvath)
- Steve Kanaly (Kim)
- Jason Bernard (R.C. Turner)
- Carl Betz (Père Ignatius)

## Épisode 19:Le Tigre d'Omaha
- États-Unis : 28 janvier 1976 sur ABC
- France : 12 août 1978 sur TF1

- Dennis Burkley (Le Tigre d'Omaha)
- James Luisi (Carl Boyce)
- Barbara Babcock (Helen Forbes)
- Richard Kiel (Iggy)

## Épisode 20:Yoyo
- États-Unis : 18 février 1976 sur ABC
- France : 19 août 1978 sur TF1

- Alan Fudge (Bettin)
- Fran Ryan (Stella)
- Linda Scruggs Bogart (Linda Mascelli)
- Stephen Davies (Jojo Forentic)

## Épisode 21:Sauve qui peut!
- États-Unis : 25 février 1976 sur ABC
- France : 31 juillet 1983 sur TF1

- Jan Smithers (Sharman)
- Lana Wood (Ella)
- Robert Viharo (DuBois)
- Don Plumley (Texas Kid)

## Épisode 22:Condoléances
- États-Unis : 3 mars 1976 sur ABC
- France : 22 janvier 1984 sur TF1

- Jenny Sullivan (Cheryl Jennings)
- John McLiam (Professeur Jennings)
- Gene Dynarski (Victor Bellamy)
- Seth Allen (Janos Martini)

## Épisode 23:La Prime du chasseur
- États-Unis : 21 avril 1976 sur ABC
- France : 24 avril 1983 sur TF1

- Lola Albright (Lola Turkel)
- Ramon Bieri (Bo Rile)
- Sherry Jackson (Denise)
- Rosalind Miles (Dorothy Nedloe)